# Teleogramma gracile
Teleogramma gracile är en fiskart som beskrevs av Boulenger, 1899. Teleogramma gracile ingår i släktet Teleogramma och familjen Cichlidae. IUCN kategoriserar arten globalt som sårbar. Inga underarter finns listade i Catalogue of Life.